# Заповідник Конча-Заспа
Заповідник Конча-Заспа — один із перших природних заповідників республіканського значення, що діяли в Україні в 1920-1930-х роках під час радянської окупації. Перебував у віданні Наркомзему УРСР, а потім у віданні Академії сільськогосподарських наук УРСР. Мав максимальну площу 1431,95 га.

## Передісторія створення заповідника
У 1893 р. київський рибовод І. Н. Фалєєв створює Київський відділ Російського товариства рибництва і рибальства і в цьому ж році отримує дозвіл під охорону Товариства відомого київського нерестовища — озера Конча під Києвом.

### Організація заповідника
Завдяки клопотанням І. Н. Фалєєва територія Кончі-Заспи, приписана Київському відділу Російського товариства рибальства і рибництва, охоронялася Товариством аж до 1917 р. Після революції Товариство перестало існувати, почалося масове спустошення рибних озер. Щоб запобігти загибелі цінного природного куточка, НКЗ УРСР, за ініціативою І. Н. Фалєєва, у травні 1919 р. націоналізував Кончу-Заспу, а в лютому 1921 р. Наркомзем передав усі угіддя Сільськогосподарському науковому комітету УРСР під Дослідницьку рибну станцію. Були введені деякі обмеження природокористування в Кончі-Заспі. Завдяки О. А. Янаті, І. Н. Фалєєву, а також О. Носову, І. Щеголєву, М. Веселовському було підготовлено рішення НКЗ УССР про віднесення Кончі-Заспи до заповідників. У ньому, зокрема, йшлося: «Враховуючи величезне значення озера „Конча-Глушець“, протоки „Лящівка“, урочища „Заспа“ Хотівської волості Київського повіту, як місця нересту ряду порід риб середньої течії Дніпра, визнати вказані угіддя з прилеглою до них землею (луками) у кількості 150 десятин державним рибним заповідником». Це рішення було затверджене 29 грудня 1921 р. Колегією Наркомзему України.

## Діяльність заповідника
Першим директором заповідника став І. Н. Фалєєв, потім йому на зміну прийшов М. В. Шарлемань. Пізніше до заповідника Конча-Заспа було приєднано ділянку соснового лісу Вітяно-Трипільського лісництва, протоки Козача, Лящівка, Осетрова лука, а також мисливський заповідник — острови Козачий, Круглик, урочище Молодецьке. У 1930 р. площа заповідника становила близько 800 га. На території мешкали: борсук, сарна, орлан-білохвіст, балобан, руда чапля, в озерах водилися рибець і стерлядь. У 1927—1928 рр. тут проводилися роботи з розведенню стерляді. «Мудрим царством Шарлеманя» назвав цей заповідник поет Максим Рильський, що відвідав його у 20-х роках і присвятив заповіднику свій вірш. Слід додати, що до 1931 м. Конча-Заспа вважалася рибним заповідником, а з 1931 р. — державним. У 1928 р. заповідник Конча-Заспа видав свої наукові праці.
На початку 1930-х республіканський заповідник Конча-Заспа став називатися заповідником Дніпровської заплави і був площею в 1000 га. На 1934 р. заповідник Конча-Заспа був площею 1431,95 га. У цьому ж році його хотіли віддати керівництву Наркомату торгівлі. З 1933 по 1934 рр. Конча-Заспа входила до складу Середньодніпровського (Канівського заповідника). Розташовуючись поблизу столиці України, Конча-Заспа стала зазнавати певного розорення через рибальство. У заповіднику почали влаштовувати риболовлю для заможних. Дуже постраждав цей заповідник влітку 1932 р. під час військових маневрів. Солдати без дозволу дирекції поставили намети, зрубали 2 тисячі сосен, нарили канав, косили траву, купали в заповідних озерах коней, прали штани, ловили волоком рибу.
У заповіднику були відзняті перші українські природоохоронні кінофільми «Конча-Заспа» та «Бобер на Україні».

## Закриття заповідника
У середині літа 1934 р. заповідник Конча-Заспа припинив своє існування. Коли столицю окупованої України перенесли з Харкова в Київ, голова ВУЦВК Г. Петровський став об'їжджати околиці Києва у пошуках місця для урядових дач. Була обрана Конча-Заспа, де незабаром замість рибного заповідника виник спецрадгосп ВУЦВК (3).

## Невдалі спроби відновлення заповідника
На початку серпня 1934 р. віце-президент Української Академії сільськогосподарських наук М. Варфоломєєв, якій була підпорядкована Конча-Заспа, спробував відстояти заповідник. Звернувся в секретаріат ЦК КП(б)У: «Рішенням Урядової комісії з переїзду в Київ був переданий господарському відділу ВУЦВК'у держзаповідник Конча-Заспа. Ні Урядова комісія, ані господарський відділ ВУЦВК'у не оповістили про це рішення Академію сільськогосподарських наук. Невідомо донині і мета передачі заповідника Конча-Заспа». Варфоломєєв просив секретаріат ЦК КП(б)У скасувати це незаконне рішення і залишити заповідник у веденні сільгоспакадемії. Що зроблено не було.
У 1938 р. знову була спроба відновити заповідник Кончу-Заспу. Президент АН УРСР О. О. Богомолець пише в український уряд: «…наукова робота в заповіднику (Конча-Заспа — автор) припинилася в 1934 р., коли заповідник фактично перестав існувати, оскільки був перетворений на радгосп ВУЦВК»…, і просив передати заповідник Кончу-Заспу у ведення Академії наук. Проте втрутився ректор Київського держуніверситету О. Русько. Він послав в ЦК КП(б)У пропозицію передати Кончу-Заспу для біологічної практики студентів. У результаті Раднарком УРСР відмовив і АН УРСР і КДУ. Остання надія повернути Кончі-Заспі заповідність лопнула через відомчі амбіції. Так загинув один із перших українських заповідників.

## Охорона природної території колишнього заповідника
13 листопада 1950 р. територія Кончі-Заспи, що залишилася цілою від забудови, увійшла до мисливського заповідника Конча-Заспа, який проіснував до 1960-х років. У післявоєнний час колишній директор Кончі-Заспи професор М. В. Шарлемань неодноразово піднімав питання про відновлення заповідника Конча-Заспа, але питання не було вирішене. У 1999 р. Київському еколого-культурному центру вдалося добитися відновлення охоронного режиму в частині території колишнього заповідника Конча-Заспа площею близько 1 тис. га шляхом створення там декількох заповідників. Охоронний статус знову отримали частина острова Жуков і острів Козачий. На жаль, найцінніші місця Кончі-Заспи — озер Конча і Заспа на початку 2000-х років були забудовані під дачні селища і втрачені тепер уже назавжди.

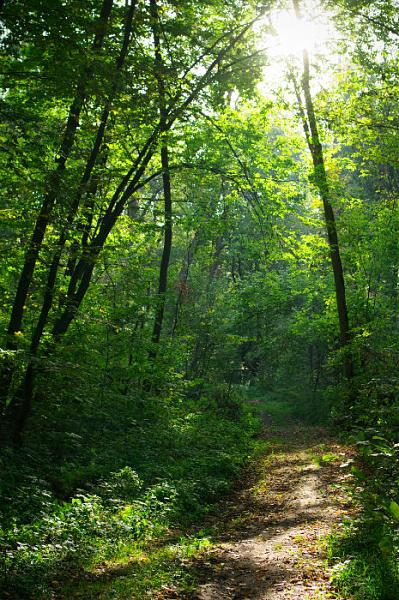
Конча-Заспа
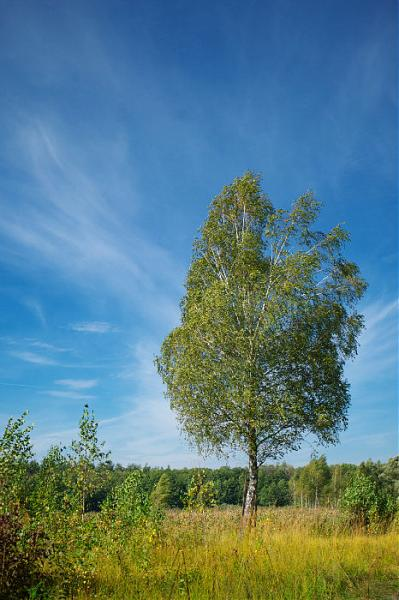
Конча-Заспа
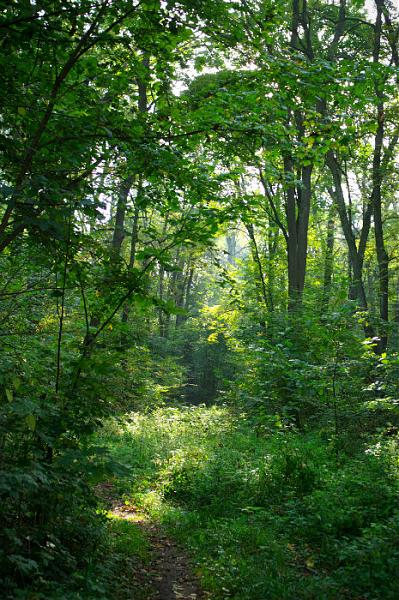
Конча-Заспа
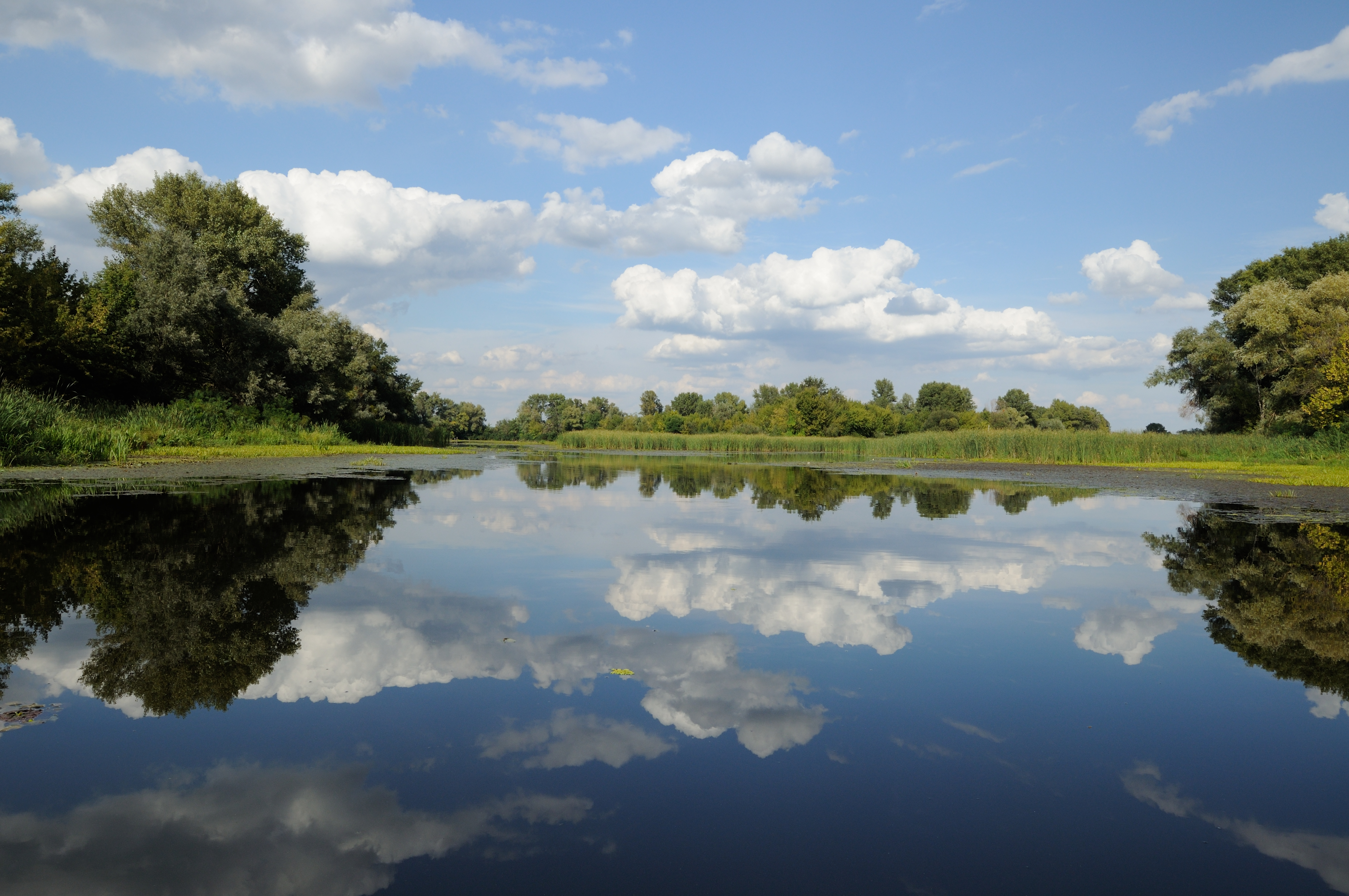
Острів Козачий
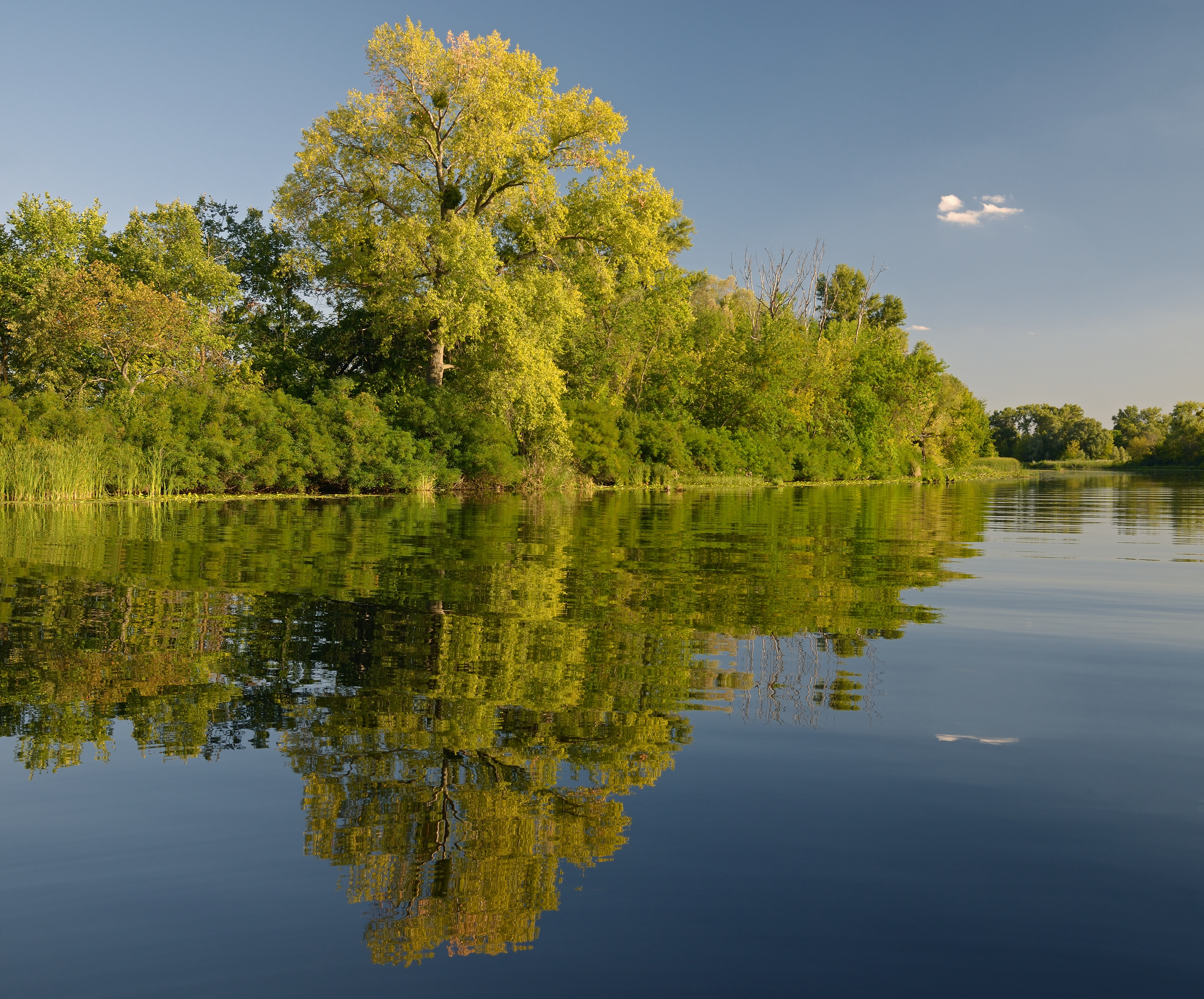
Острів Козачий

### Публікації М.В.Шарлеманя
- Державний Заповідник Конча-Заспа-Лящівка // Укр. Охот и Рыб. — 1926 — № 6
- З життя Державного заповідника Конча-Заспа в 1928 р. //Там само — 1920 — № 1 — С. 13-17
- З життя Державного заповідника Конча-Заспа в 1929 // Укр. Мисл. та Риб. -1930 — № 9-10
- Матеріали до орнітології Державного заповідника Конча-Заспа// Там само -1930 — T.XV — B.2 — C. 151—202
- Государственный заповедник Конча-Заспа// Природа й социалистическое хозяйство — 1931 — T.IV- C. 20-23
- Заповідник Конча-Заспа — X., «Р. ш.» — 1932 -31 с.
- Заповідник Конча-Заспа — Харків, ДВОУ, 1933
- Нові відомості про птахів Державного заповідника Конча-Заспа // Там само -1933 — № 12 — С. 75-84

## Ресурси Інтернету
- Микола Шарлемань та заповідник Конча-Заспа [Архівовано 5 березня 2016 у Wayback Machine.]
- Околиці Києва. Державний заповідник «Конча-Заспа»  [Архівовано 5 березня 2016 у Wayback Machine.] Історична довідка з фотографіями